# Le Bizot
Le Bizot település Franciaországban, Doubs megyében. Lakosainak száma 304 fő (2022. január 1.). Le Bizot Le Luhier, Mont-de-Laval, Narbief, Noël-Cerneux, Le Russey és La Chenalotte községekkel határos.

## Népesség
A település népességének változása:
| Lakosok száma | 129  | 131  | 146  | 242  | 283  | 302  | 309  | 301  | 297  | 304  |
|               | 1968 | 1982 | 1990 | 2006 | 2013 | 2015 | 2017 | 2019 | 2020 | 2022 |